# Sumerland
Sumerland – singiel Fields Of The Nephilim z roku 1990, promujący album Elizium. Singiel wydała wytwórnia Beggars Banquet w formacie winylowym i kompaktowym. Singiel 12" występuje w dwóch wersjach. Limitowana wersja CD posiada dodatkowo kartonową obwolutę.

Spis utworów:
wersja 7"
1. Sumerland (4:00)
2. Phobia (live) (3:45)

wersja 12" (1):
1. Sumerland (dreamed version) (8:34)
2. The watchman (live) (6:04)

wersja 12" (2):
1. Sumerland (4:00)
2. Blue water (live) (5:27)
3. The watchman (live) (6:10)
4. Phobia (live) (3:45)

wersja cd:
1. Sumerland (dreamed version) (8:34)
2. The watchman (live) (6:04)
3. Phobia (live) (3:46)